# Grana padano
Grana padano – rodzaj włoskiego sera, produkowany z mleka krowiego. Ser ten jest zaliczany do serów dojrzewających, twardych, podpuszczkowych. 
Grana padano to jeden z najbardziej znanych serów włoskich, mający znak jakości DOP (Denominazione di Origine Protetta), który posiada od 1955 roku. 
Dojrzewanie sera trwa od roku do dwóch lat. Przebiega w dobrze wentylowanej piwnicy w temperaturze od 15 do 20 stopni C. Miąższ jest twardy, granulowany, zauważalne są w nim pęknięcia. Skóra twarda, gruba, oliwiona, koloru żółtozłotego, wraz z dojrzewaniem ciemniejąca.
Jego nazwa składa się z rzeczownika grana (ziarno), opisującego ziarnistą strukturę sera oraz przymiotnika padano (padański), określającego miejsce wytwarzania – Nizinę Padańską (Regiony: Piemont, Lombardia, Emilia-Romania, Trydent, Wenecja Euganejska).
Ser produkuje się od XII wieku, a za twórców uważa się cystersów z Chiaravalle. Zawartość tłuszczu – 32%. Ser grana padano jest przeważnie spożywany po utarciu na tarce. 